# Massimiliano Rosa
Massimiliano Rosa (Venezia, 12 ottobre 1970) è un ex calciatore italiano.

## Carriera
Cresciuto nel Venezia, debutta con i lagunari in Serie C2 nella stagione 1987-1988 giocando una sola partita. Passa poi al Campobasso la stagione successiva in Serie C1, dove colleziona 31 presenze. Ritorna poi nel 1989 al Venezia dove gioca solo 5 partite segnando un gol.

Rosa in azione nelle giovanili della Juventus nella stagione 1989-1990

Notato dalla Juventus, si trasferisce a Torino fino alla fine della stagione 1989-1990. Con i bianconeri fa la spola tra giovanili e prima squadra, colleziona una sola presenza ufficiale, ad Avellino il 16 maggio 1990, subentrando a Pierluigi Casiraghi al 78' della finale di ritorno della Coppa UEFA 1989-1990 contro la Fiorentina (0-0), vincendo dunque la Coppa UEFA oltre alla Coppa Italia, manifestazione per la quale non è sceso in campo.
All'inizio della stagione 1990-1991 passa al Cagliari in Serie A, venendo ceduto quasi subito in Serie B al Padova, società con la quale milita per nove campionati, a partire dal debutto il 2 dicembre 1990 in Padova-Avellino 1-0, e collezionando 175 presenze in tutte le quattro categorie del calcio professionistico. Risale alla stagione 1994-1995 l'esordio vero e proprio in Serie A, sempre con i padovani. Quell'anno gioca 19 partite di campionato, segnando un gol all'Inter, e 2 gare di Coppa Italia, mentre nella stagione successiva, sempre nella massima serie, prende parte a 28 partite, senza segnare.
Dopo la retrocessione passa alla Salernitana, tornando a vestire biancoscudato nel gennaio 1998. Rimane al Padova anche per la stagione 1998-1999, conoscendo la retrocessione in Serie C2, categoria nella quale l'anno successivo colleziona 28 presenze con due reti. Nel dicembre del 2000 si trasferisce alla SPAL, dove chiude la carriera nel 2002.

## Palmarès

### Competizioni nazionali
- Coppa Italia: 1

Juventus: 1989-1990
- Campionato italiano di Serie B: 1

Salernitana: 1997-1998

### Competizioni internazionali
- Coppa UEFA: 1

Juventus: 1989-1990